# Imaclava unimaculata
Imaclava unimaculata é uma espécie de gastrópode do gênero Imaclava, pertencente a família Drilliidae.